# دروغ خطرناک (فیلم ۲۰۲۰)
دروغ خطرناک (انگلیسی: Dangerous Lies) یک فیلم دلهره‌آور آمریکایی در سال ۲۰۲۰ به کارگردانی مایکل اسکات از فیلمنامه‌ای توسط دیوید گلدن است. ستارگانی مانند کامیلا مندس، جسی آشر، جمی چانگ، کم جیجاندت، ساشا الکساندر و الیوت گولد در فیلم به ایفای نقش می‌پردازند. فیلم در ۳۰ آوریل ۲۰۲۰ توسط نتفلیکس پخش شد.